# Otostigmus casus
Otostigmus casus är en mångfotingart som beskrevs av Chamberlin 1914. Otostigmus casus ingår i släktet Otostigmus och familjen Scolopendridae. Inga underarter finns listade i Catalogue of Life.